# Afrixalus fulvovittatus
Afrixalus fulvovittatus (tên tiếng Anh: Banded Banana Frog) là một loài ếch thuộc họ Hyperoliidae.
Loài này có ở Bờ Biển Ngà, Ghana, Guinea, Liberia, và Sierra Leone.
Môi trường sống tự nhiên của chúng là xavan ẩm, đầm nước, đầm nước ngọt, đầm nước ngọt có nước theo mùa, các đồn điền, vườn nông thôn, và rừng trước đây suy thoái nghiêm trọng.
Chúng hiện đang bị đe dọa vì mất môi trường sống.